# Asociación Dominicana de las Naciones Unidas
La Asociación Dominicana de las Naciones Unidas (ANU-RD) es, con relación a su estructura, una organización no gubernamental sin fines lucrativos, que se dedica a apoyar el trabajo de las Naciones Unidas.
En este mismo sentido, contribuye al fortalecimiento de la misión de las Naciones Unidas con la coordinación de actividades tanto educativas como culturales que buscan despertar la conciencia y motivar la participación ciudadana.
La Asociación Dominicana de las Naciones Unidas tiene sede en la República Dominicana.
- Datos: Q5708617